# Leptoclinides sluiteri
Leptoclinides sluiteri är en sjöpungsart som beskrevs av Brewin 1950. Leptoclinides sluiteri ingår i släktet Leptoclinides och familjen Didemnidae. Inga underarter finns listade i Catalogue of Life.